# 공적개발원조

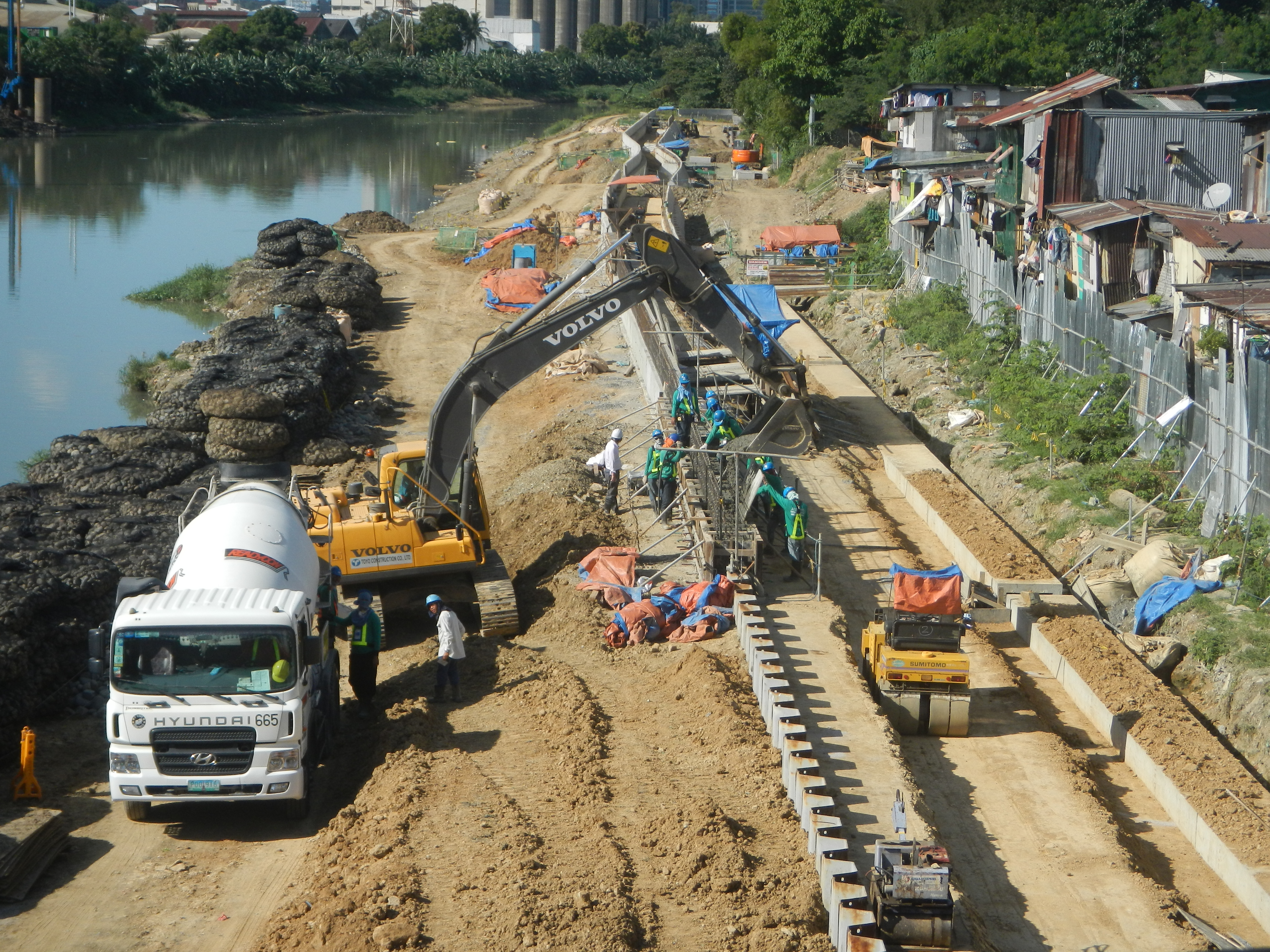
한국국제협력단의 ODA 사업으로 진행된 필리핀의 메트로 마닐라 공사 현장 (2017년)

공적개발원조(公的開發援助, 영어: Official development assistance, ODA)는 정부를 비롯한 공공기관이 개발도상국에 제공하는 원조를 말한다.

## 개요
OECD는 경제발전의 도상에 있는 여러지역의 건전한 경제성장에 기여함을 그 설립목적의 하나로 하고 있다. 이에 따라 선진국 주도로 남북문제에 적극적으로 대처하기 위하여 개발원조위원회(DAC)를 산하기관으로 설치하여 운영하고 있다. DAC는 개도국에 대한 경제협력방안을 연구·검토하고, 개도국에 대한 원조의 양적증대와 질적개선을 추진하기 위해 원조공여에 대한 내부적인 상호심사를 하고 있다. 원조공여국인 DAC 회원국은 유럽 연합(EU), 미국, 일본, 대한민국, 캐나다 등 선진 24개국으로 구성되며, IMF·IBRD는 옵서버로 참가하고 있다.

## 분류
상환 의무에 따라 유상원조와 무상원조로 나뉘는데, 대한민국의 경우, 유상원조는 기획재정부가 주관하며, 수출입은행 대외경제협력기금(EDCF)만이 집행한다. 무상원조는 외교부가 주관하며, 집행 기관은 외교부 산하 한국국제협력단(KOICA) 등 40여 개 기관으로 나눠져 있다.
무상원조의 집행기관이 여러 개로 나뉜 것은 2009년 11월 국제사회 원조 활동을 주도하는 경제협력개발기구(OECD) 산하 개발원조위원회(DAC)에 가입할 당시, 정부가 여러 집행 기관의 개발도상국 지원 사업을 전부 ODA로 포함시켰기 때문이다.

## 국가별 상황

### 대한민국

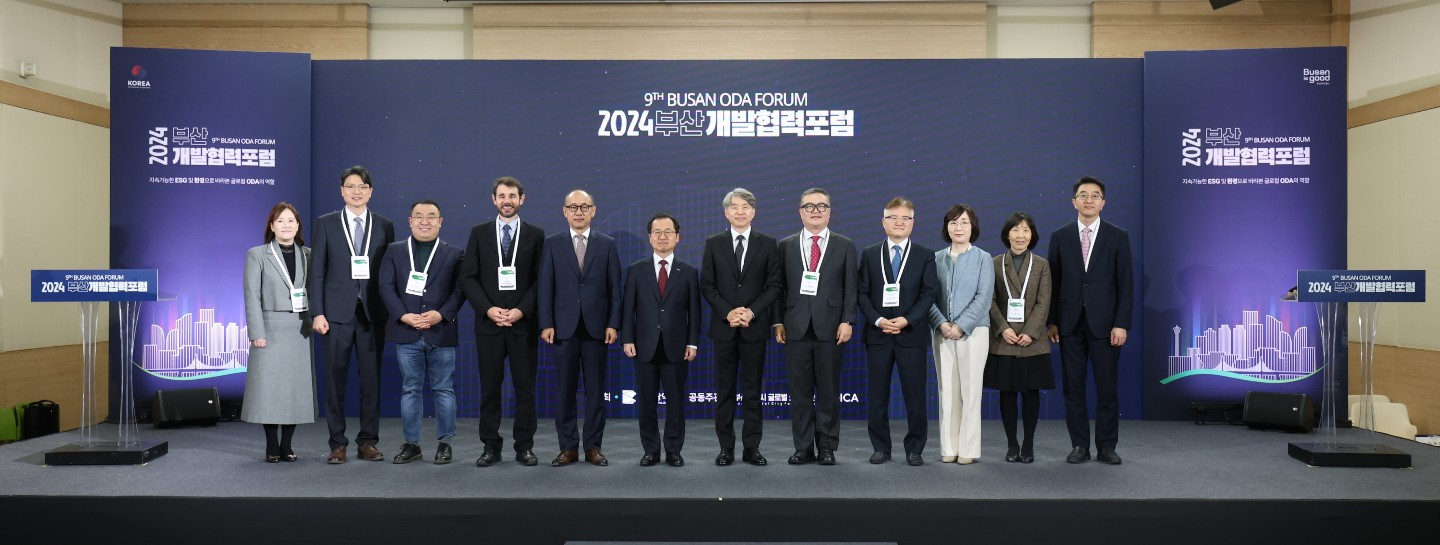
2024 부산개발협력포럼(Busan ODA Forum)

대한민국에서 유상원조에는 대외경제협력기금(EDCF)이 포함된다. EDCF는 개발도상국의 산업화 및 경제발전을 지원하고 대한민국과 지원 국가의 경제교류를 증진하기 위해 1987년 설립된 정책기금으로, 기획재정부는가 EDCF 위탁관리기관인 한국수출입은행과 함께 유상원조를 진행 중이다. 2024년 6월, 대한민국과 아프리카간 첫 정상회의인 한-아프리카 정상회의가 열렸다. 48개국 정상 등이 참석하여 공동선언이 채택되었으며, ODA 확대 등에 합의하였다. 정상회의 이후 신설된 대표적인 EDCF 기금 활용 사업으로는 르완다 기술인력개발센터 건립, 케냐 AIST 건립, 이집트 메트로 공급 등이 있다.
한국은 2009년 DAC에 가입하였다. DAC는 개발협력 조직·전략·정책을 보유하고 적절한 원조 규모(총액 1억 달러 이상 또는 국민 총소득 대비 ODA 0.2% 이상), 원조사업에 대한 모니터링, 평가시스템을 보유한 경우에만 등록할 수 있다.
윤석열 정부는 출범 이후 글로벌 중추 국가를 기치로 내걸고 ODA 편성을 확대하였다. 2022년 약 3조 9,000억원이었던 ODA 예산이 2024년에는 약 6조 3,000억원으로 61.5% 증가하였다. 《2024년 국제개발협력 종합시행계획》에 따르면, ODA의 사업의 지역별 비중은 아시아(31.8%), 아프리카(18.3%), 중동·CIS(9.2%), 중남미(7.7%) 순이며, 분야별 비중은 인도적 지원(17.5%), 교통(15.1%), 보건(9.0%) 순이다.

### 미국
미국 국제개발처(USAID)는 2023 회계연도 기준 연간 약 400억 달러(약 55조원) 규모의 원조 사업을 진행하는 세계 최대 원조 기관이다.

### 일본
일본의 ODA 예산은 2025년 기준 5,664억 엔(약 5조 5,000억 원)이며 2024년 기준 공여액은 DAC 국가 중 미국, 독일, 영국에 이어 4위였다.
2023년, 일본 정부는 ODA와는 별도로 우방국의 군대에 방위 장비 등을 무상 제공하는 〈정부안보역량강화지원〉(OSA) 제도를 신설하였다.

## 무역을 위한 원조
무역을 위한 원조(Aid for Trade, AfT)는 공적개발원조의 한 갈래이다. 개발도상국이 무역과 관련하여 직면한 각종 문제들을 진단하고 이를 지원하는 것으로, 개도국을 위한 시장개방 확대와도 연결되어 있다. 2005년 12월 홍콩에서 열린 WTO 각료회의에서 처음으로 중요한 이슈로 부각된 후 무역을 위한 원조는 세계에서 점차 많은 비중을 차지하고 있다.

## 분류
ODA 연구회 발표자료에 따르면WTO 대책반에서는 무역을 위한 원조를 아래와 같이 나눈다.
- 무역 정책 및 제도
- 무역 개발
- 무역 관련 기반구조
- 생산 역량 배양
- 무역 관련 조정
- 기타 무역 과련 필요

그 중에서도 개도국을 대상으로 하는 관세 인하, 관세 철폐, 특혜 관세제도 등이 그 구체적인 예이다.